# Giải Bông Sen cho họa sĩ xuất sắc nhất
Họa sĩ xuất sắc hay Thiết kế mỹ thuật xuất sắc là giải thưởng của Liên hoan phim Việt Nam nằm trong các hạng mục: Phim truyện điện ảnh, phim hoạt hình, phim thiếu nhi và phim video. Giải thưởng được trao cho các cá nhân và tập thể tham gia thiết kế nhân vật, từng bối cảnh của tác phẩm. Cũng như các giải thưởng khác, không phải năm nào cũng có cá nhân hoặc tập thể được trao giải.
Trong hạng mục phim hoạt hình nó được chia làm hai giải: Họa sĩ thiết kế / tạo hình (họa sĩ chính) và Họa sĩ diễn / vẽ động tác. Hạng mục phim thiếu nhi và phim video chỉ được tổ chức trong ít kỳ Liên hoan phim nên số lượng đạt giải ở hạng mục này rất ít.
Trong hạng mục phim truyện điện ảnh, từ kỳ liên quan thứ 13, giải Họa sĩ xuất sắc được đổi tên thành Thiết kế mỹ thuật xuất sắc.
Từ Liên hoan phim Việt Nam lần thứ 13, giải "Họa sĩ xuất sắc" hạng mục Phim truyện điện ảnh được đổi thành "Thiết kế mỹ thuật xuất sắc"
Danh sách này không đầy đủ, bạn cũng có thể giúp mở rộng danh sách.

## Danh sách đạt giải

### Thập niên 1970
Liên hoan phim Việt Nam lần thứ 1 năm 1970 chưa có hình thức trao giải cho cá nhân.
| Năm              | Hạng mục             | Người thắng giải          | Phim                   | Chú thích   |
| ---------------- | -------------------- | ------------------------- | ---------------------- | ----------- |
| Lần thứ 2 (1973) | Phim truyện điện ảnh | Đào Đức                   | Trần Quốc Toản ra quân | [ 1 ]       |
| Lần thứ 2 (1973) | Phim hoạt hình       | Trương Qua – Hồ Quảng (1) | Đáng đời thằng Cáo     | [ 1 ]       |
| (Lần thứ 3) 1975 | Phim truyện điện ảnh | Trần Kiềm (1)             | Em bé Hà Nội           | [ 1 ]       |
| (Lần thứ 3) 1975 | Phim hoạt hình       | Hồ Quảng (2)              | Con khỉ lạc loài       | [ 1 ]       |
| (Lần thứ 3) 1975 | Phim hoạt hình       | Mai Long                  | Mầm lá xanh            | [ 1 ]       |
| (Lần thứ 4) 1977 | Phim truyện điện ảnh | Ngọc Linh                 | Sao tháng Tám          | [ 1 ] [ 2 ] |
| (Lần thứ 4) 1977 | Phim hoạt hình       | Lê Thanh – Lý Duy         | Cây chổi đẹp nhất      | [ 1 ] [ 2 ] |

### Thập niên 1980
| Năm              | Hạng mục              | Người thắng giải                   | Phim                               | Chú thích   |
| ---------------- | --------------------- | ---------------------------------- | ---------------------------------- | ----------- |
| (Lần thứ 5) 1980 | Phim truyện điện ảnh  | Đào Đức (2)                        | Mối tình đầu                       | [ 1 ]       |
| (Lần thứ 5) 1980 | Hoạt hình - tạo hình  | Tô Ngọc Thành                      | Ông Trạng thả diều                 | [ 1 ]       |
| (Lần thứ 5) 1980 | Hoạt hình - diễn xuất | Hồ Đắc Vũ                          | Dế mèn phiêu lưu ký                | [ 1 ]       |
| (Lần thứ 5) 1980 | Hoạt hình - diễn xuất | Trần Trọng Bình                    | Cún con                            | [ 1 ]       |
| (Lần thứ 6) 1983 | Phim truyện điện ảnh  | Đào Đức (3)                        | Đất mẹ                             | [ 1 ]       |
| (Lần thứ 6) 1983 | Phim truyện điện ảnh  | Phạm Nguyên Cẩn (1)                | Chiếc vòng bạc                     | [ 1 ]       |
| (Lần thứ 6) 1983 | Phim hoạt hình        | Nguyễn Nhân Lập                    | Giai điệu và Âu Cơ – Lạc Long Quân | [ 1 ]       |
| (Lần thứ 7) 1985 | Phim truyện điện ảnh  | Nguyễn Văn Vý (1)                  | Bao giờ cho đến tháng Mười         | [ 3 ]       |
| (Lần thứ 7) 1985 | Phim truyện điện ảnh  | Nguyễn Phú Nghĩa                   | Xa và gần                          | [ 3 ]       |
| (Lần thứ 7) 1985 | Phim hoạt hình        | Trần Lãng – Viết Minh – Hoàng Thái | Những hoạ sĩ bút chì               | [ 3 ]       |
| (Lần thứ 8) 1988 | Phim truyện điện ảnh  | Phạm Quang Vĩnh                    | Thủ lĩnh áo nâu                    | [ 1 ] [ 4 ] |
| (Lần thứ 8) 1988 | Phim thiếu nhi        | Nguyễn Văn Vý (2)                  | Khi vắng bà và Ngọn đèn trong mơ   | [ 1 ] [ 4 ] |
| (Lần thứ 8) 1988 | Phim hoạt hình        | Phương Hoa (1)                     | Chuyện cổ thành ốc                 | [ 1 ] [ 4 ] |
| (Lần thứ 8) 1988 | Phim hoạt hình        | Trương Phú Hòa                     | Trường ca Đăm San                  | [ 1 ] [ 4 ] |

### Thập niên 1990
| Năm               | Hạng mục              | Người thắng giải      | Phim                                          | Chú thích   |
| ----------------- | --------------------- | --------------------- | --------------------------------------------- | ----------- |
| (Lần thứ 9) 1990  | Phim truyện điện ảnh  | Trần Kiềm (2)         | Chiến trường chia nửa vầng trăng              | [ 1 ] [ 5 ] |
| (Lần thứ 9) 1990  | Phim truyện điện ảnh  | Đào Đức (4)           | Đêm hội long trì                              | [ 1 ] [ 5 ] |
| (Lần thứ 9) 1990  | Phim hoạt hình        | Nguyễn Hà Bắc (1)     | Quả bầu tiên                                  | [ 6 ]       |
| (Lần thứ 10) 1993 | Phim truyện điện ảnh  | Bích Hải              | Giông tố                                      | [ 1 ] [ 7 ] |
| (Lần thứ 10) 1993 | Phim truyện điện ảnh  | Phạm Hồng Phong       | Dấu ấn của quỷ                                | [ 1 ] [ 7 ] |
| (Lần thứ 10) 1993 | Phim hoạt hình        | Nguyễn Phương Hoa (2) | Ông tướng canh đền và Chiếc vòng cổ           | [ 1 ] [ 7 ] |
| (Lần thứ 11) 1995 | Phim truyện điện ảnh  | Nguyễn Quý Viện       | Bụi hồng                                      | [ 1 ] [ 8 ] |
| (Lần thứ 11) 1995 | Phim truyện điện ảnh  | Phạm Quốc Trung (1)   | Trở về                                        | [ 1 ] [ 8 ] |
| (Lần thứ 11) 1995 | Hoạt hình - diễn xuất | Hà Bắc (2)            | Chú chuột biến hình                           | [ 1 ] [ 8 ] |
| (Lần thứ 11) 1995 | Hoạt hình - tạo hình  | Nguyễn Bích – Hữu Đức | Trê cóc                                       | [ 1 ] [ 8 ] |
| (Lần thứ 11) 1995 | Hoạt hình - tạo hình  | Phương Hoa (3)        | Quả núi và tình yêu                           | [ 1 ] [ 8 ] |
| (Lần thứ 12) 1999 | Phim truyện điện ảnh  | Phạm Quốc Trung (2)   | Hà Nội, mùa đông năm 46 và Những người thợ xẻ | [ 1 ] [ 9 ] |
| (Lần thứ 12) 1999 | Hoạt hình - tạo hình  | Phương Hoa (4)        | Tổ tiên loài ếch, Cô nàng dây cót             | [ 1 ] [ 9 ] |
| (Lần thứ 12) 1999 | Hoạt hình - diễn xuất | Hoàng Lộc (1)         | Tổ tiên loài ếch, Cái ô đỏ                    | [ 1 ] [ 9 ] |
| (Lần thứ 12) 1999 | Hoạt hình - diễn xuất | Tập thể họa sĩ        | Quán thỏ Rô- ti                               | [ 1 ] [ 9 ] |

### Thập niên 2000
| Giải Quay phim xuất sắc | Giải Quay phim xuất sắc | Giải Quay phim xuất sắc         | Giải Quay phim xuất sắc    | Giải Quay phim xuất sắc |
| Năm                     | Hạng mục                | Người thắng giải                | Phim                       | Chú thích               |
| ----------------------- | ----------------------- | ------------------------------- | -------------------------- | ----------------------- |
| (Lần thứ 13) 2001       | Phim truyện điện ảnh    | Phạm Nguyên Cẩn (2)             | Chiếc chìa khóa vàng       |                         |
| (Lần thứ 13) 2001       | Hoạt hình - tạo hình    | Hà Bắc (3)                      | Sự tích cái nhà sàn        | [ 1 ] [ 10 ]            |
| (Lần thứ 13) 2001       | Hoạt hình - tạo hình    | Lý Thu Hà (1)                   | Sự tích rước đèn trung thu | [ 1 ] [ 10 ]            |
| (Lần thứ 13) 2001       | Hoạt hình - diễn xuất   | Hoàng Lộc (2)                   | Xe đạp                     | [ 1 ] [ 10 ]            |
| (Lần thứ 14) 2004       | Phim truyện điện ảnh    | Phạm Hồng Phong (2)             | Mê Thảo, thời vang bóng    | [ 11 ]                  |
| (Lần thứ 14) 2004       | Hoạt hình - tạo hình    | Phạm Ngọc Tuấn (1)              |                            | [ 11 ]                  |
| (Lần thứ 14) 2004       | Hoạt hình - diễn xuất   | nhóm Hoàng Lộc (3), Khánh Duyên |                            | [ 11 ]                  |
| (Lần thứ 15) 2007       | Phim truyện điện ảnh    | Lã Quý Tùng (1)                 | Dòng máu anh hùng          | [ 12 ]                  |
| (Lần thứ 15) 2007       | Phim video              | Dân Nam (1)                     | Mùa hạ không quên          | [ 12 ]                  |
| (Lần thứ 15) 2007       | Phim hoạt hình          | Phùng Văn Hà                    | Giấc mơ bong bóng          | [ 12 ]                  |
| (Lần thứ 15) 2007       | Phim hoạt hình          | Phạm Ngọc Tuấn (2)              | Chú gà đất                 | [ 12 ]                  |
| (Lần thứ 16) 2009       | Phim truyện điện ảnh    | Lã Quý Tùng (2)                 | Chơi vơi                   | [ 13 ]                  |
| (Lần thứ 16) 2009       | Phim video              | Lã Quý Tùng (3)                 | Ngôi nhà bí ẩn             | [ 13 ]                  |

### Thập niên 2010
| Năm               | Hạng mục              | Người thắng giải                    | Phim                                                   | Chú thích |
| ----------------- | --------------------- | ----------------------------------- | ------------------------------------------------------ | --------- |
| (Lần thứ 17) 2011 | Phim truyện điện ảnh  | Nguyễn Trung Phan, Nguyễn Mạnh Đức  | Long Thành cầm giả ca                                  | [ 14 ]    |
| (Lần thứ 17) 2011 | Hoạt hình - tạo hình  | Phạm Ngọc Tuấn (3)                  | Chiếc lá                                               | [ 15 ]    |
| (Lần thứ 17) 2011 | Hoạt hình - diễn xuất | Nhóm họa sĩ                         | Vũ điệu ánh sáng                                       | [ 15 ]    |
| (Lần thứ 18) 2013 | Phim truyện điện ảnh  | Nguyễn Nguyên Vũ                    | Những người viết huyền thoại                           | [ 16 ]    |
| (Lần thứ 18) 2013 | Phim video            | Đặng Trọng Tuân – Miyazaki Morihiro | Người cộng sự                                          | [ 16 ]    |
| (Lần thứ 18) 2013 | Hoạt hình - tạo hình  | Lê Bình (1)                         | Trần Quốc Toản                                         | [ 16 ]    |
| (Lần thứ 18) 2013 | Hoạt hình - diễn xuất | Nhóm hoạ sĩ                         | Hào khí Thăng Long                                     | [ 16 ]    |
| (Lần thứ 19) 2015 | Phim truyện điện ảnh  | Nguyễn Dân Nam (2)                  | Những đứa con của làng và Cuộc đời của Yến             | [ 17 ]    |
| (Lần thứ 19) 2015 | Hoạt hình - tạo hình  | Lý Thu Hà (2)                       | Cậu bé cờ lau                                          | [ 17 ]    |
| (Lần thứ 19) 2015 | Hoạt hình - diễn xuất | Nhóm họa sĩ                         | Cậu bé cờ lau                                          | [ 17 ]    |
| (Lần thứ 20) 2017 | Phim truyện điện ảnh  | Nguyễn Minh Đương, Lê Đức Hiệp      | Cô Ba Sài Gòn                                          | [ 18 ]    |
| (Lần thứ 20) 2017 | Hoạt hình - tạo hình  | Nguyễn Thị Phương Hoa (5)           | Truyền thuyết chiếc khăn Piêu                          | [ 18 ]    |
| (Lần thứ 20) 2017 | Hoạt hình - diễn xuất | Nhóm họa sĩ                         | Sóc nâu đáng yêu                                       | [ 18 ]    |
| (Lần thứ 21) 2019 | Phim truyện điện ảnh  | Ghia Phạm (1)                       | Song Lang                                              | [ 19 ]    |
| (Lần thứ 21) 2019 | Hoạt hình - tạo hình  | Bùi Mạnh Quang (1)                  | Ngôi sao xanh kỳ lạ và phim Truyền thuyết thác Pongour | [ 19 ]    |
| (Lần thứ 21) 2019 | Hoạt hình - diễn xuất | Nhóm họa sĩ                         | Người anh hùng áo vải                                  | [ 19 ]    |

### Thập niên 2020
| Năm               | Hạng mục              | Người thắng giải                                                                    | Phim                                          | Chú thích |
| ----------------- | --------------------- | ----------------------------------------------------------------------------------- | --------------------------------------------- | --------- |
| (Lần thứ 22) 2021 | Phim truyện điện ảnh  | Phạm Hùng                                                                           | Gái già lắm chiêu V: Những cuộc đời vương giả | [ 20 ]    |
| (Lần thứ 22) 2021 | Hoạt hình - tạo hình  | Lê Bình (2)                                                                         | Bí mật khu vườn                               | [ 20 ]    |
| (Lần thứ 22) 2021 | Hoạt hình - diễn xuất | Nhóm họa sĩ diễn xuất                                                               | Người thầy của muôn đời                       | [ 20 ]    |
| (Lần thứ 23) 2023 | Phim truyện điện ảnh  | Ghia Ci Fam (2)                                                                     | Người vợ cuối cùng                            | [ 21 ]    |
| (Lần thứ 23) 2023 | Hoạt hình - tạo hình  | Bùi Mạnh Quang (2)                                                                  | Kỳ tích đầm Dạ Trạch                          | [ 21 ]    |
| (Lần thứ 23) 2023 | Hoạt hình - diễn xuất | Lan Anh, Hương Lan, Thu Phương, Thu Trang, Hồng Loan, Tiến Đạt, A Dam và Phen Trịnh | Đại Hành Hoàng đế                             | [ 21 ]    |